# Pleystein
Pleystein è un comune tedesco di 2 648 abitanti, situato nel land della Baviera.